# Emilio Guarnaschelli
Emilio Guarnaschelli (Torino, 30 luglio 1911 – Magadan, 28 aprile 1938) è stato un operaio, antifascista e comunista italiano.
Emigrato in Unione Sovietica, nel periodo delle grandi purghe staliniane venne arrestato,
condannato più volte ed infine fucilato. Ottenne la riabilitazione nel 1957.

## Biografia
Nato a Torino da una famiglia operaia, a vent'anni, nel 1931, emigrò in Belgio e poi, il 1º maggio del 1933, in Unione Sovietica per contribuire (portare "una piccola pietra", secondo le sue parole) all'edificazione del socialismo. Dopo aver assunto la cittadinanza sovietica, deluso dalla politica del terrore di Stalin, dalla miseria in cui versava gran parte del popolo e dalle sue esperienze all'interno della comunità dei comunisti italiani devoti alla linea del pugno di ferro, nel 1934 prese contatto con l'ambasciata italiana chiedendo i documenti per poter lasciare la Russia.
Il suo intento, come da lui stesso raccontato nelle sue famose lettere, era in realtà quello di rifugiarsi all'estero come già fatto in passato per non passare dalla persecuzione Stalinista a quella fascista. Emilio Guarnaschelli si definì infatti fino alla morte convintamente e orgogliosamente comunista nonostante le divergenze di vedute che lo avevano ormai messo in cattiva luce presso i burocrati del partito. Nel clima di sospetto del periodo, destinato a passare alla storia per le famigerate 'purghe staliniane', il gesto non poteva passare inosservato tra i dirigenti della comunità italiana e delle autorità sovietiche.
Accusato di trockismo da delatori italiani membri del suo stesso partito, come numerosi altri lavoratori comunisti di quel periodo critici della linea dettata da Stalin, fu arrestato il 2 gennaio 1935.
Processato, venne condannato a tre anni di confino per propaganda controrivoluzionaria in base al comma 10 dell'articolo 58 del Codice penale della Repubblica Socialista Sovietica Russa
 ed inviato nell'estremo nord della Russia europea, prima ad Arcangelo e successivamente a Pinega, ove venne raggiunto dalla giovanissima e coraggiosa Nella Masutti, allora minorenne e figlia di un compagno contrario alla loro unione, con la quale si sposò.
Nel 1936 subì una seconda condanna a cinque anni di campo di lavoro e due anni dopo, nel 1938, a soli ventisette anni, la condanna definitiva alla fucilazione comminata dalla Direzione della NKVD. Nel 1957, all'epoca di Chruščёv, dopo il XX Congresso del PCUS con l'inizio del processo di destalinizzazione, venne riconosciuto innocente e riabilitato. La tragica vicenda della sua vita ed i suoi sentimenti sono efficacemente descritti in una serie di lettere che Emilio scrisse al fratello maggiore Mario, rimasto in Italia. 
Le numerose lettere spedite da Emilio al fratello Mario negli anni dell'esilio, straordinario documento storico di quel periodo, furono conservate a lungo da quest'ultimo e consegnate infine molti anni dopo alla giovane moglie di allora Nella. 
Diventeranno un noto libro pubblicato dapprima in Francia nel 1979 e solo tre anni dopo in Italia con il titolo Una piccola pietra.

## Scritti
- Una piccola pietra, a cura di Nella Masutti, prefazione di Alfonso Leonetti. Milano, Garzanti Editore, 1982. Premio Speciale Viareggio 1983.[5] Edizione preceduta da Une petite pierre, in lingua francese, e seguita da una riedizione di Marsilio, introduzione di Ernesto Galli della Loggia, 1998, ISBN 978-88-317-6943-3.

### Vittime italiane dello stalinismo
- Vincenzo Baccalà
- Gino De Marchi
- Otello Gaggi
- Edmondo Peluso